# هانو فورينين
هانو فورينين (بالفنلندية: Hannu Vuorinen)‏ (18 يناير 1959 – 19 أغسطس 2016) هو ملاكم فنلندي راحل، مثّل بلاده في الألعاب الأولمبية الصيفية 1984.

## روابط خارجية
هانو فورينين على موقع بوكس ريك (الإنجليزية) (registration required)
- هانو فورينين على موقع أوليمبيديا (الإنجليزية)